# Billy (Allier)
Billy (in occitano Bilhi) è un comune francese di 859 abitanti situato nel dipartimento dell'Allier della regione dell'Alvernia-Rodano-Alpi.

## Società

### Evoluzione demografica
Abitanti censiti